# 坎顿 (南达科他州)
坎顿（英語：Canton）是美国南达科他州下属的一座城市。根据2010年美国人口普查，该市有人口3,057人。2011年估计该市人口约有3,188人，年增长率为4.29%。